# Cephalodromia scutellaris
Cephalodromia scutellaris är en tvåvingeart som först beskrevs av Mario Bezzi 1926.  Cephalodromia scutellaris ingår i släktet Cephalodromia och familjen svävflugor. Inga underarter finns listade i Catalogue of Life.